# Teufaiva Sportstadion
Het Teufaiva Sportstadion (eerder Tenefaira Field Stadium genoemd) is een multifunctioneel stadion in Nuku'alofa, de hoofdstad van Tonga. 
Het wordt meestal gebruikt voor rugby- en voetbalwedstrijden. In het stadion kunnen 10.000 toeschouwers. Het stadion raakte in de jaren 2000 in verval en kon een tijd niet worden gebruikt. In 2017 werd het stadion heropend nadat het met behulp van geld uit Nieuw-Zeeland gerenoveerd was. Het raakte echter zwaar beschadigd door Cycloon Gita. In 2019 werd het weer heropend.
In 2024 werd het stadion gebruikt voor de kwalificatiewedstrijden voor het Oceanisch kampioenschap voetbal.